# Szwajpolt Fiol

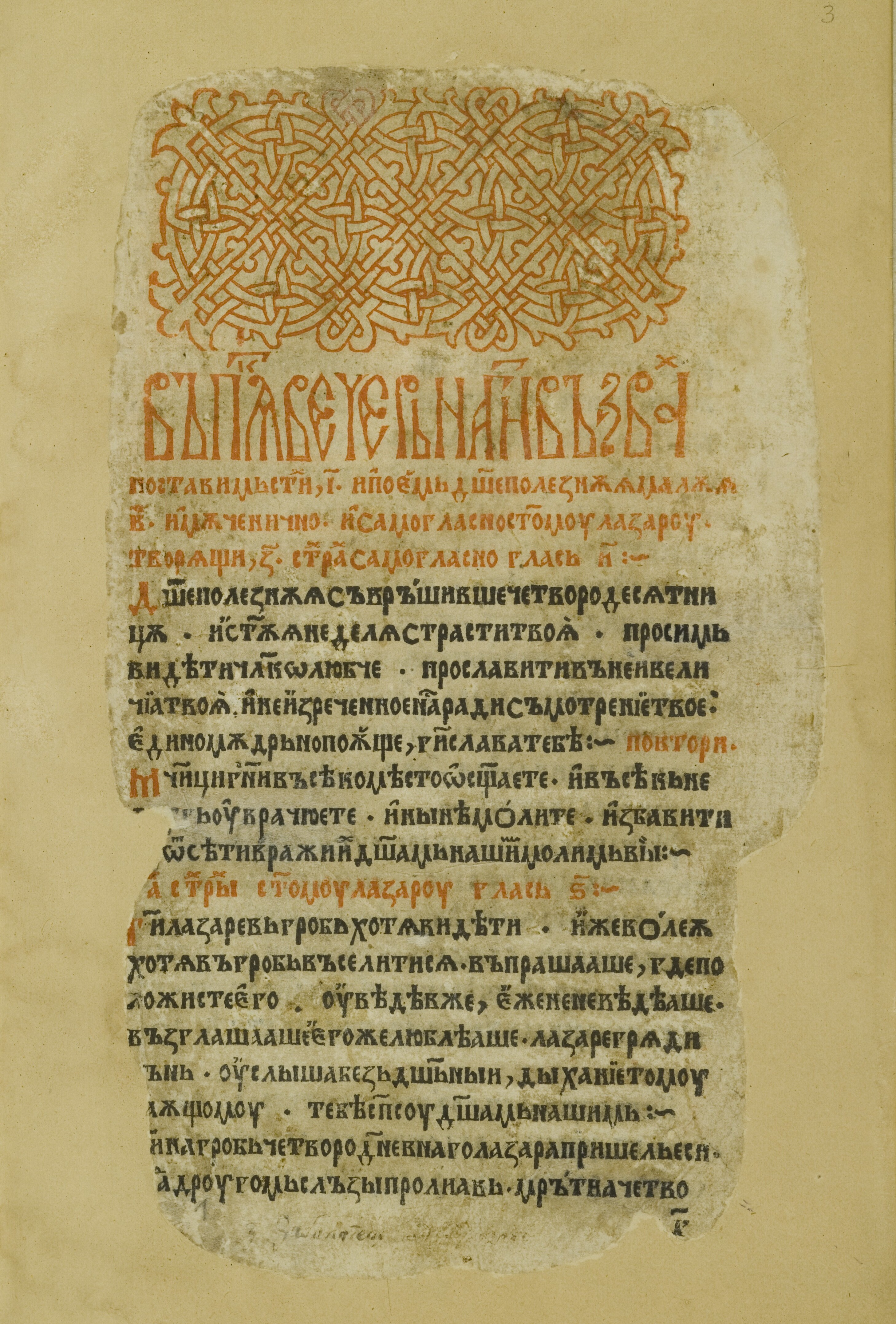
Triod kwietny (przed 1491)

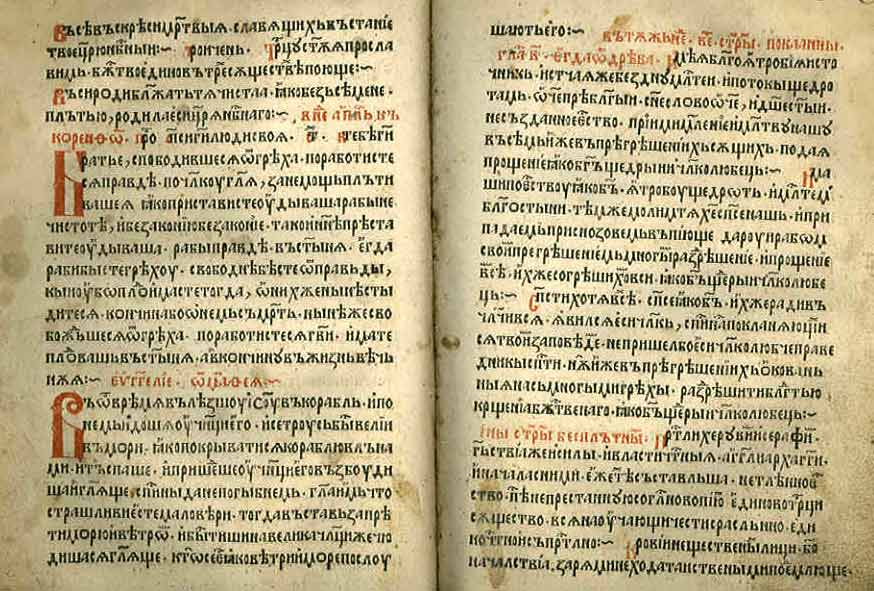
Octoechos z drukarni Szwajpolta Fiola

Szwajpolt Fiol (według innej pisowni Schweipolt Fyol, Świętopełk, niem. Sebald, Fayl, Veyl, Vehl; ur. ok. 1459?, zm. ok. 1525–1526 w Krakowie) – polski drukarz pochodzenia niemieckiego, pierwsza ofiara cenzury w Polsce.
Założyciel własnej drukarni w Krakowie, która publikowała pisma cyrylicą w języku cerkiewnosłowiańskim.

## Życiorys
Szwajpolt Fiol przybył z Neustadt an der Aisch prawdopodobnie jako czeladnik szukający możliwości rozwoju swojego rzemiosła. W roku 1479 otrzymał obywatelstwo miasta Krakowa.
Z zawodu hafciarz, należał do cechu złotników – zajmował się sporządzaniem szat kościelnych i obrazów haftowanych złotem, perłami i drogimi kamieniami. Interesował się górnictwem, wynalazł sposób urządzania rurociągów do odwadniania olkuskich kopalń ołowiu i srebra.
Przemysł górniczy zbliżył Fiola do rajcy krakowskiego, Jana Turzona. Jan Thurzo w roku 1483 zainwestował pieniądze, dzięki którym Szwajpolt Fiol uruchomił w Krakowie specjalną drukarnię, nastawioną na tłoczenie ksiąg w języku cerkiewnosłowiańskim, alfabetem cyrylickim.
Drukarnia mimo dobrej passy spotkała się ze sprzeciwem kleru. W roku 1491 Fiola oskarżono o herezję i chociaż Jan Turzo i jego szwagier poręczyli sumą 1000 dukatów, że drukarz nie opuści Krakowa i stawi się na wezwanie sądu, został uwięziony. Proces zakończył się w marcu 1492 r. uniewinnieniem drukarza. Drukarnia jednak upadła. Kapituła gnieźnieńska w styczniu 1492 r. zabroniła dalszego drukowania ksiąg nowych i sprzedawania już wytłoczonych.
Po upadku tłoczni Fiol przebywał w Krakowie do 1499 r., następnie prowadził kopalnię w Złotym Stoku na Dolnym Śląsku jako nadworny górmistrz książąt ziębickich. Pod koniec życia wrócił do Krakowa, gdzie utrzymywał się z renty, wypłacanej przez dom Turzonów. Zmarł w 1525 bądź 1526 roku.
Druki Fiola w większej liczbie znajdują się obecnie w bibliotekach Rosji.